# Paris-Roubaix de 2006
A Paris-Roubaix de 2006 foi a 104.ª edição desta corrida de ciclismo que teve lugar a 9 de abril de 2006 sobre uma distância de 259 km.

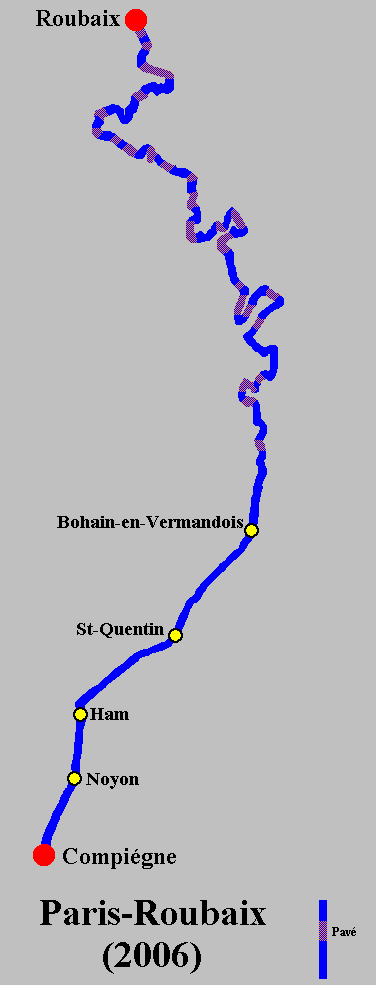
Recorrido

O ciclista suíço Fabian Cancellara ganhou a prova. Foi o segundo corredor dessa nacionalidade a conseguir duas vitórias nesta concorrência. O anterior foi Henri Suter em 1923. Fabian atacou a 19 km da meta. O seu ritmo somente pôde ser seguido pelo também velocista Vladimir Gusev, ainda que depois cedeu.
A Cancellara o seguiram Leif Hoste, Peter Van Petegem e o mencionado Gusev, mas foram desclassificados por cruzar uma passagem de nível fechado; pelo que rodaram por trás destes —Tom Boonen e Alessandro Ballan— completaram o pódio.

## Equipas participantes
| N.      | Cod. | Equipa                           |
| ------- | ---- | -------------------------------- |
| 1-8     | QSI  | Quick Step-Innergetic            |
| 11-18   | DSC  | Discovery Channel Team           |
| 21-28   | RAB  | Rabobank                         |
| 31-38   | GST  | Gerolsteiner                     |
| 41-48   | CSC  | Team CSC                         |
| 51-58   | PHO  | Phonak Hearing Systems           |
| 61-68   | DVL  | Davitamon-Lotto                  |
| 71-78   | LAM  | Lampre-Fondital                  |
| 81-88   | LSW  | Liberty Seguros-Würth            |
| 91-98   | C.A  | Crédit Agricole                  |
| 101-108 | CEI  | Caisse d'Epargne-Illes Balears   |
| 111-118 | FDJ  | Française des Jeux               |
| 121-128 | TMO  | T-Mobile Team                    |
| 131-138 | MRM  | Team Milram                      |
| 141-148 | COF  | Cofidis, Le Crédit par Téléphone |

| N.      | Cod. | Equipa                  |
| ------- | ---- | ----------------------- |
| 151-158 | EUS  | Euskaltel-Euskadi       |
| 161-168 | BTL  | Bouygues Telecom        |
| 171-178 | SDV  | Saunier Duval-Prodir    |
| 181-188 | A2R  | Ag2r Prévoyance         |
| 191-198 | LIQ  | Liquigas                |
| 201-208 | AGR  | Agritubel               |
| 211-218 | UNI  | Unibet.com              |
| 221-228 | LAN  | Landbouwkrediet-Colnago |
| 231-238 | LPR  | Team LPR                |
| 241-248 | SKS  | Skil-Shimano            |

## Percurso
O percurso passou por 27 sectores empedrados:
| Sector - 27 - 26 - 25 - 24 - 23 - 22 - 21 - 20 - 19 - 18 - 17 - 16 - 15 - 14 - 13 - 12 - 11 - 10 - 9 - 8 - 7 - 6 - 5 - 4 - 3 - 2 - 1 | Quilómetros - 98 - 104,5 - 107 - 112 - 119,5 - 126,5 - 138 - 141 - 144 - 155,5 - 163,5 - 170 - 176,5 - 184 - 187,5 - 198,5 - 205 - 210,5 - 216,5 - 219,5 - 225 - 232 - 239 - 242 - 244 - 251 - 259 | Sector - Troivilles - Viesly à Quiévy - Quiévy à Saint-Python - Saint-Python - Vertain à St-Martin-sur-Écaillon - Capelle-sur-Écaillon - Lhe-Buat - Verchain-Maugré à Quérénaing - Maing - Monchaux-sur-Écaillon - Haveluy - Tranchée d'Arenberg - Hélesmes - Hornaing à Wandignies - Hamage - Warlaing à Brillon - Tilloy à Sars-et-Rosières - Orchies - Auchy-lez-Orchies à Bersée - Mons-en-Pévèle - Méringnies à Pont-à-Marcq - Pont-Thibaut à Ennevelin - Templeuve - Bourghelles - Camphin-em Pévèle - Carrefour de l'Arbre - Gruson - Hem - Roubaix - Quilometragem total de pavés : | Comprimento do sector (km) - 2,2 - 1,8 - 3,7 - 1,5 - 1,9 - 1,7 - 1,6 - 2,5 - 1,6 - 2,5 - 2,4 - 1,6 - 3,7 - 2,4 - 2,4 - 1,7 - 2,6 - 3 - 0,7 - 1,4 - 0,2 + 0,5 - 1,3 + 1,1 - 1,8 - 2,1 - 1,1 - 1,4 - 0,3 - - 52,7 |

## Classificação final
| Posição | Ciclista            | Equipa                           | Tempo      |
| ------- | ------------------- | -------------------------------- | ---------- |
| 1.      | Fabian Cancellara   | CSC                              | 6h 07' 54" |
| 2.      | Tom Boonen          | Quick Step-Innergetic            | + 1' 49"   |
| 3.      | Alessandro Ballan   | Lampre                           | m.t.       |
| 4.      | Juan Antonio Flecha | Rabobank                         | m.t.       |
| 5.      | Bernhard Eisel      | Française dex Jeux               | + 3' 25"   |
| 6.      | Steffen Wesemann    | T-Mobile                         | + 5' 35"   |
| 7.      | Frédéric Guesdon    | Française dex Jeux               | + 6' 31"   |
| 8.      | Bert Roesems        | Davitamon-Lotto                  | + 6' 44"   |
| 9.      | Christophe Mengin   | Française dex Jeux               | m.t.       |
| 10.     | Staf Scheirlinckx   | Cofidis, Le Crédit par Téléphone | + 6' 45"   |